# South Bay (Los Angeles)
Pour les articles homonymes, voir South Bay.
La South Bay est une région de la péninsule située dans le sud-ouest du comté de Los Angeles, en Californie, aux États-Unis.

## Géographie
La South Bay s'étend le long de la côte sud de la baie de Santa Monica, qui forme sa bordure occidentale. La carte à droite représente la plus grande définition de la région, incluant toutes les communautés au sud de l'autoroute Interstate 105 et à l'ouest de Long Beach, la seule exception étant Compton, généralement considérée comme une ville de South Los Angeles. Une définition plus restreinte de la South Bay la réduit aux Beach Cities, les villes de la Péninsule de Palos Verdes, et Torrance. La région est bordée au nord par West Los Angeles, au nord-est par South Los Angeles, à l'est par les Gateway Cities, et au sud et à l'ouest par l'Océan Pacifique.

### Communautés
Municipalités :
- Carson
- El Segundo
- Gardena
- Hawthorne
- Hermosa Beach
- Lawndale
- Lomita
- Manhattan Beach
- Palos Verdes Estates
- Rancho Palos Verdes
- Redondo Beach
- Rolling Hills
- Torrance

Unincorporated Los Angeles County communities :
- Alondra Park
- Del Aire
- Rolling Hills Estates
- West Carson

Harbor Area communities in the City of Los Angeles :
- Harbor City
- Harbor Gateway
- San Pedro
- Terminal Island
- Wilmington

### Transport
Les autoroutes Harbor (I-110), San Diego (I-405), Gardena (CA-SR 91), et Century (I-105) sont les principaux axes de communication de la South Bay. Plusieurs ports permettent de rejoindre l'Île Santa Catalina, une destination touristique appréciée par les résidents et les touristes.

## Culture

### Éducation
Les principaux établissements d'enseignement supérieur sont:
- Université d'État de Californie à Dominguez Hills
- Los Angeles Harbor College
- El Camino College
- Marymount College
- College of Oceaneering
- Westwood College

### Média
En plus du Los Angeles Times, les communautés de la South Bay sont servies par leur propre quotidien, le Daily Breeze, et deux hebdomadaires gratuits, The Beach Reporter et le Easy Reader. Le Palos Verdes Peninsula News est le journal hebdomadaire de la Péninsule.